# Friedrich Christoph Gestewitz
Friedrich Christoph Gestewitz (* 3. November 1753 in Prieschka; † 1. August 1805 in Dresden) war ein kursächsischer Komponist und Kapellmeister.

## Leben
Gestewitz soll 1777 bei dem Unternehmer des deutschen Schauspieles in Dresden und Leipzig, Pasquale Bondini, als Musikdirektor engagiert gewesen sein, verließ die Truppe 1783, kehrte aber 1784 zurück. 1790 kam er als Musikmeister (Maestrino) an die kurfürstlich italienische Oper nach Dresden. Dort erhielt er 1799 eine lebenslange Anstellung.
Neben seiner amtlichen Stellung war er in Dresden ein geschätzter Lehrer der Musik und vornehmlich des Gesanges. Von seinen Schülerinnen wurde insbesondere Charlotte Häser bekannt. Als Komponist zeigte er aber mehr Kenntnisse und Fleiß als Talent.
Gestewitz war der Schwager und Schüler von Johann Adam Hiller. Er war nicht verheiratet.

## Werke
- Der Meyerhof (Oper), Uraufführung am 20. September 1780 in Leipzig[2]
- Das öffentliche Geheimnis (Oper) Uraufführung 1781
- Die Liebe ist sinnreich (Oper), Uraufführung am 27. November 1781 in Dresden
- L 'Orfanella americana (Oper), Uraufführung am 5. Januar 1791 im Kleinen Kurfürstlichen Theater in Dresden, Librettist: Giovanni Bertati[3]